# Commodore OS
Commodore OS（全名：Commodore OS Vision）是一個由康懋达国际所開發的可免費下載的Linux發行版，且被使用於康懋达国际所出產的電腦中。該發行版以Linux Mint為基底，使用了GNOME 2 桌面環境，且只能在x86-64架構上運作。
第一個公開的測試版本於2011年11月11日釋出。它也被持續的更新到了0.8 Beta版本，但沒能有機會突破Beta階段。後來在DistroWatch所釋出的1.0版本則突破了Beta階段。
這個作業系統的開發已經終止，該公司也已經停業，且公司的官網已停止在運行。